# 今井裕 (ミュージシャン)
今井 裕（いまい ゆう、1949年3月31日 - ）は、大阪府出身の日本のキーボーディスト、編曲家、音楽プロデューサー。大阪音楽大学声楽科中退。在学中に作曲とコントラバスを個人的に学んだ。サディスティック・ミカ・バンドに在籍した当時はHiroshi Imaiで表記されている。

## 略歴

### 1970～1985 バンド活動とセッション参加
1970年、谷村新司率いるロック・キャンディーズにウッドベースとキーボードで参加。同年夏加藤和彦らと『ヤングジャパン国際親善旅行』フォークキャラバンに同行する。ニューヨーク・シェイ・スタジアム「サマー・フェスティバル・イン・ピース」の熱狂を目の当たりにし、ヴィレッジ・ヴァンガード/チャールズ・ミンガスのライブに感銘を受けた。幕間にステージに上げられウッドベースを弾いた際、時の流れが急激に変わっていくと感じたという。
レオン・ラッセル、ニッキー・ホプキンスの影響を受け、スワンプ・ゴスペルのピアノスタイルに惹かれ、1972年、加川良のツアーに同行。モウリスタジオ『親愛なるQに捧ぐ』_「偶成」「靴ひもむすんで」「親愛なるQに捧ぐ」のレコーディングでピアノを演奏したのが最初となった。他のメンバーはドラム/松本隆、ベース/細野晴臣。バークリーの音楽理論を独習。
1973年大阪から上京。さまざまなアーティストのレコーディングに参加。Captain HIRO & the SPACE BANDに加入、70年代後半に至るまで甲斐バンド「裏切りの街角」、大貫妙子「サマー・コネクション」、かまやつひろし、RAJIE 、庄野真代、高中正義、井上陽水、ティン・パン・アレー、矢沢永吉、竹内まりや 、山崎ハコなどの録音にキーボーディストとして携わった。
1974年には大村憲司、小原礼、林立夫、浜口茂外也、村上秀一らと「バンブー」を結成、1975年まで活動。
1977年、初の自身名義でアルバム『A Cool Evening』をリリース。1978年、映画『悪魔が来りて笛を吹く』の劇伴を尺八演奏家の山本邦山と共に担当。同名映画のサウンドトラックに作曲・編曲・演奏で携わる。
1979年、マナ（岩沢真利子）のアルバム『チャバコトリック』収録「GOTANDA」（作：矢野顕子）、ティン・パン・アレーのカバー「イエロー・マジック・カーニバル」（作詞・作曲：細野晴臣）を編曲。
1980年、ザ・ベンチャーズ『カメレオン』収録「MECCA」を作曲・編曲。

### サディスティック・ミカ・バンド〜サディスティックス
1974年、イギリスより音楽プロデューサー・クリス・トーマスを迎えた2ndアルバム『黒船』から、サディスティック・ミカ・バンド（以下SMB）のメンバーとして活動。同年夏郡山ワンステップ・フェスティバルで演奏。同ライブは2017年、『1974 ワンステップ・フェスティバル』としてCD発売。
1975年、SMBの3rdアルバム『HOT! MENU』収録「ミラージュ（Instrumental）」「ブルー」を作曲。10月2日、ロキシー・ミュージックのオープニングアクトとしてプレストンを皮切りに全英ツアーを敢行、途中10月7日、BBC「The Old Grey Whistle Test」にて「Time To Noodle」「Ski!Ski!Ski!」の2曲をスタジオで演奏。その後ロンドン/マンチェスターのライブを中心に収録されたものが1976年、4th『Live in London』として発売。ツアー終了時に加藤和彦・ミカの離婚が発表されSMBは解散。平成に行われたSMBの再結成には一切関わっていない。
後藤次利、高中正義、高橋幸宏とサディスティックスとして、Invitationに移籍。1977年『Sadistics』、1978年『WE ARE JUST TAKING OFF』とアルバムを発売。1978年8月29日に九段会館にて行われたライブ・アルバム『Live Show』を発売。サディスティックスは1978年に活動休止。この短い活動期間内にもサディスティックスは1976年7月24日の矢沢永吉の日比谷野外音楽堂でのTHE STAR IN HIBIYAをサポートした。

### IMITATION
1980年、バンド・IMITATIONを結成。香港にてデビューライブ。加藤和彦プロデュースの1st『ORIGINAL』を皮切りに、1982年、2nd『Muscle & Heat』、12インチシングル『Thermo Limbo/Exotic Dance』発売。Steve Scales(per),Dolette MacDonald(v),サンディー & 久保田麻琴(v)をゲストに迎えた。1983年、3rd『Happy Hunting』をリリース。1984年、フランスRCA S.Aから『Happy Hunting』ヨーロッパで発売。

### 1988～2003 音楽プロデューサー活動
※手掛けた作品は後述項目も参照
1988年からイギリスを拠点として本格的に音楽プロデューサー職をスタート。SMBで出会いがあったクリス・トーマスのホームスタジオ、エアースタジオ（英）、ウインドミルレーンスタジオ（アイルランド）のU2関連のエンジニアと連携を深めた。
1991年、西アフリカ・マリ共和国のコラ奏者、トゥマニ・ジャバテと、評論家・高橋健太郎との縁で、コートジボワールにて『Shake the Whole World』を録音。ヴィオラ奏者Jill Jaffeとともに「ザ・シンメトリック・オーケストラ」を結成。ニューヨークにてストリングスセクション追加録音、Roger Moutinotと共にミックスダウンを行う。1991年から4年間、ワーナーミュージック・ジャパン傘下のレーベル・MMG/イーストウエスト・ジャパンにて各アーティストのアルバム制作に携わる。独立後は特定のレコード会社に属さずに引き続き音楽プロデューサーとして活動。
1998年「EAT-MAN'98」劇中音楽の制作、2003年には石井竜也のアルバム『Nipops』収録「浪漫飛行」「京都慕情」のリミックスを手掛ける。YMOの英語詞を手がけたクリス・モズデルとのコラボレーションで、アルバム『Equasian』（1982年）『The Oracle of Distraction』（1989年）『キュウリに求婚 ロージィ・ラズベリーとバナナ楽団』（1997年）『Fingerprints Of God』（1999年）4作品を制作。

### 2005～2014 ユース・フィランソロピー活動
2005年、JR福知山線脱線事故へのサポートCD『the Journey of our Lives』featuring-KAZCO（詩：クリス・モズデル/谷川俊太郎）を作・演奏・制作。「市民事務局かわにし」を通じ無料配布（約350枚）を行った。「Redog Cafe」の名称にてチャリティー活動、「ソーシャル・デザイン・ファンド」（宝塚）と連携、Redog基金を設立する。2006年9月、インディアナ大・ユース・フィランソロピーを視察。
ピアニスト数名と管楽器奏者数名（相愛高等学校音楽科、伊丹北高等学校OG）の参加を得て、音環境整備運動『SOUNDGARDEN』など、主に若い世代による音楽ボランティアを支援。
2013年、東日本大震災のサポートとして三陸鉄道とコラボ。4月3日、雨中一部再開通式・吉浜駅にて大船渡高等学校吹奏楽部員6名とともにデューク・エリントン楽団の楽曲「A列車で行こう」をピアノ演奏。
2014年4月6日、三陸鉄道北リアス線全線運行再開記念式典・宮古駅前にて宮古北高等学校吹奏楽部6名+高見浩之（Tp）と共に「A列車で行こう」を演奏。門出に花を添えた。
2019年3月23日、JR東日本山田線釜石駅～宮古駅間が三陸鉄道へ移管され、南・北リアス線（盛駅～久慈駅間）が三陸鉄道リアス線で一本化。祝いにエチケット「イ・レナイ」を1ダースを進呈。

### 2024年1月
サディスティック・ミカ・バンドの演奏が50年間KBS京都の倉庫に眠っていた幻のライブ音源『PERFECT! MENU』（CD8枚組＋Blu-ray+ブックレット）として発売。

## ディスコグラフィ

### ソロ
1. 『A Cool Evening』LP  (1977年）
2. 『A Cool Evening』CD（2006年） reissued by Vivid Sound Corporation
3. 『A Cool Evening+2』CD（2016年）タワーレコード限定
4. 『A Cool Evening』LP (2022/3/16)reissued by Toyokasei

### キャプテン・ヒロ & ザ・スペース・バンド
1. 『Lost or Found』（1973年）

### サディスティック・ミカ・バンド
1. 『黒船』（1974年）
2. 『HOT! MENU』（1975年）
3. 『Live in London』（1976年）

### サディスティックス
1. 『Sadistics』（1976年）
2. 『WE ARE JUST TAKING OFF』（1977年）
3. 『Live Show』（1978年）

### 山本邦山 & 今井裕
1. 『悪魔が来たりて笛を吹く』（1978年）
2. 『Akuma Ga Kitarite Fue Wo Fuku』（2021年9月17日）CD/Vinyl盤 reissued by Mr.Bongo in England

### IMITATION
1. 『ORIGINAL』（1980年） ※加藤和彦プロデュース
2. 『Muscle & Heat』（1982年）※Steve Scales(perc),Dolette MacDonald(v)
3. 『Thermo Limbo/Exotic Dance』12インチシングル（1982年）
4. 『Happy hunting』（1983年）
5. 『Happy hunting』（1984年）※フランスRCA盤
6. 『Muscle & Heat』（2021年5月19日）Vinyl盤 reissued by Universal Records

## 編曲
- 甲斐バンド「裏切りの街角」（1975年）
- かまやつひろし「道化役」(1975年)
- 庄野真代「ムーンライト・シティ・ウーマン」　(1976年)
- 小林啓子「このかるい感じが好きなんです」　(1977年)
- マナ『チャバコトリック』（アルバム・1979年）
  - 「イエロー・マジック・カーニバル」
  - 「GOTANDA」
- ザ・ベンチャーズ『カメレオン』（1982年）
  - 「MECCA」※作曲・編曲
- 大空はるみ『はるみのムーンライト・セレナーデ』（1982年）
  - 「FROM THE MOON BACK TO THE SUN」※作曲・編曲

## プロデュース
- 1978年、山本邦山 & 今井裕『悪魔が来たりて笛を吹く』「火焔太鼓」「金田一耕助西へ行く」
- 1981年、Imitation『Muscle & Heat』 with Steve Scales(perc)Dolette MacDonald(v)サンディー & 久保田麻琴(v)
- 1982年、クリス・モズデル 『Equasian』with C.M.
- 1982年、Imitation『Happy hunting』with Naoya Nakamura
- 1982年、片岡鶴太郎『キスヲモットキスヲ』
- 1984年、CHEEBO『Paradise Lost』with Tot Taylor_compact organization,Ian Caple他
- 1988年、千年COMETS『the Edge』
- 1989年、クリス・モズデル『The Oracle of Distraction』
- 1989年、ZABADAK『飛行夢』with Kevin Moloney
- 1990年、ZABADAK『遠い音楽』with K.M
- 1990年、THE STREET SLIDERS『NASTY CHILDREN』with Steve Jackson
- 1992年、TOUMANI DIABATE（トゥマニ・ジヤバティ） & the Symmetric Orchestra（ザ・シンメトリック・オーケストラ）『Shake the Whole World』Colaborated with Jill jaffe(vl.vla.)mixed by Roger moutenot
- 1992年、リクオ『Shout Shout Out』with Kevin Killen
- 1993年、THE BLUE HEARTS『STICK OUT』『DUG OUT』with S.J.
- 1994年、THE BLUE HEARTSリミックス『盗賊団』、『KING OF MIX』w/福富幸宏、w/Steve Sidelnyk & Matt Howe他
- 1995年、THE BLUE HEARTS『PAN』
- 1995年、RAZZ MA TAZZ「夜明け/素敵な君」
- 1996年、及川光博「悲しみロケット2号」
- 1996年、RAZZ MA TAZZ『PRESENT』
- 1997年、RAZZ MA TAZZ『Dialogue』
- 1997年、MOON CHILD『MY LITTLE RED BOOK』「ESCAPE」「微熱」
- 1997年、T・レックストリビュート・アルバム メドレー
- 1998年、Magic「バーニング・ブルー」
- 1998年、テレビアニメ「EAT-MAN'98」
- 2000年、Uran「Birds cry to sing」
- 2001年、Uran「寒空の下」
- 2001年、The Kaleidoscope「愛すべきひとよ」
- 2002年、The Kaleidoscope「fish」※フジテレビ系『ONE PIECE』EDテーマ
- 2003年、岩瀬敬吾「ドライブカー」
- 2004年、Jennifer Goree「Hum and Shiver」
- 2005年、Redogcafe Featuring-KAZCO『the Journey of our Lives』Lyrics・クリス・モズデル、谷川俊太郎